# Rhathymoscelis dormei
Rhathymoscelis dormei là một loài bọ cánh cứng trong họ Cerambycidae.